# 한국전람
한국 전람은 대한민국의 박람회 기획사이다. 해외 유학·어학연수 박람회, 해외 이민·투자 박람회, 조기유학 및 영어캠프 박람회, 국제유리·창호재 산업전, 국제 파스터 & 와이어 산업전, 국제 주조·단조·공업로 및 열처리 산업전, 국제 케이블 및 튜브·파이프 산업전, 국제 다이캐스팅 산업전, 국제 기계부품 및 금형가공 산업전 등을 매년 주최하고 있다.